# セイドゥ・ヤハヤ
セイドゥ・ヤハヤ（Seidu Yahaya, 1989年12月31日 - ）は、ガーナ・アクラ出身のサッカー選手。FCディナモ・ミンスク所属。ポジションはミッドフィールダー。

## 経歴
UEFAヨーロッパリーグ 2009-10・グループIのエヴァートンFC戦で同大会に初出場。UEFAチャンピオンズリーグでは2011-12シーズン・予選2回戦のFKボラツ・バニャ・ルカ戦がデビューとなった。
2012年6月、マッカビ・ハイファFCからFCアストラ・ジュルジュに移籍した。アストラではヴァンサン・ラバンや瀬戸貴幸と守備的MFの位置でプレーした。
2015年6月、FCシェリフ・ティラスポリに移籍した。
2018年、FCディナモ・ミンスクに移籍した。

## タイトル
マッカビ・ハイファ
- イスラエル・プレミアリーグ : 2010-11

アストラ
- クパ・ロムニエイ : 2013-14
- スーペルクパ・ロムニエイ : 2014

シェリフ
- ディヴィジア・ナツィオナラ : 2015-16, 2016-17
- クパ・モルドヴェイ : 2016-17
- スーペルクパ・モルドヴェイ（英語版） : 2015